# Athetis mindara
Athetis mindara är en fjärilsart som beskrevs av Barnes och Mcdunnough 1913. Athetis mindara ingår i släktet Athetis och familjen nattflyn. Inga underarter finns listade i Catalogue of Life.